# Phyllachora eximia
Phyllachora eximia är en svampart som beskrevs av Syd. & P. Syd. 1904. Phyllachora eximia ingår i släktet Phyllachora och familjen Phyllachoraceae.   Inga underarter finns listade i Catalogue of Life.